# Viviers (Ardèche)
Viviers – miejscowość i gmina we Francji, w regionie Owernia-Rodan-Alpy, w departamencie Ardèche.
Według danych na rok 1990 gminę zamieszkiwało 3407 osób, a gęstość zaludnienia wynosiła 100 osób/km² (wśród 2880 gmin regionu Rodan-Alpy Viviers plasuje się na 259. miejscu pod względem liczby ludności, natomiast pod względem powierzchni na miejscu 160.).

## Populacja

Populacja Viviers w latach 1962–2008